# Dåsen
Dåsen är en sjö i Mora kommun i Dalarna och ingår i Dalälvens huvudavrinningsområde. Sjön har en area på 0,225 kvadratkilometer och ligger 280,2 meter över havet. Sjön avvattnas av vattendraget Dovsjövasslen.

## Delavrinningsområde
Dåsen ingår i det delavrinningsområde (676559-139842) som SMHI kallar för Mynnar i Littran. Medelhöjden är 358 meter över havet och ytan är 12,52 kvadratkilometer. Det finns inga avrinningsområden uppströms utan avrinningsområdet är högsta punkten. Dovsjövasslen som avvattnar avrinningsområdet har biflödesordning 5, vilket innebär att vattnet flödar genom totalt 5 vattendrag innan det når havet efter 383 kilometer. Avrinningsområdet består mestadels av skog (82 procent). Avrinningsområdet har 0,86 kvadratkilometer vattenytor vilket ger det en sjöprocent på 6,8 procent.